# Energieagentur Hamburg

Das Logo der Hamea

Die Hamburger EnergieAgentur war eine Einrichtung der Behörde für Stadtentwicklung und Umwelt (BSU) in Hamburg.
Mit dem Koalitionsvertrag zwischen CDU und GAL vom April 2008 wurde die Gründung der Energieagentur Hamburg vereinbart. Gefordert hatte dieses bereits 2007 die SPD-Bürgerschaftsfraktion.
Die Energieagentur war als Referat in die BSU integriert und der Abteilung Energie im Amt für Natur und Ressourcenschutz unterstellt. Sie war damit im Gegensatz zu anderen Energieagenturen unabhängig gegenüber Energieunternehmen und musste sich nicht als Wirtschaftsunternehmen am Markt behaupten.
Zu den Aufgaben zählten nach Beschluss (Drucksache 19/2449) der Hamburgischen Bürgerschaft:
- die Überprüfung und Koordinierung vorhandener Informations- und Beratungsangebote,
- die Kooperation mit anderen privaten und öffentlichen Institutionen und Stakeholdern, die Informations- und Beratungsleistungen erbringen,
- die Erstellung von Konzepten und Programmen mit dem Ziel, gegenüber Bürgern klimaschutzrelevante Themen und Möglichkeiten der Energieeinsparung eindringlicher zu kommunizieren und
- die Planung und Organisation von Kampagnen sowie öffentlichen Veranstaltungen. Die Energieagentur sollte mit vier Planstellen ausgestattet werden. Ebenso wie die für die Energieagentur benötigten Sachmittel sollte sie aus dem bisher beim Titel 6800.685.01 („Zuschuss für den Betrieb einer Energieagentur“) veranschlagten Ansatz von je 1 Million Euro in 2009 und 2010 finanziert werden.

Die Energieagentur Hamburg war, obwohl noch im Aufbau, seit Januar 2010 öffentlichkeitswirksam tätig. Schwerpunkte sollten Beratungsangebote für private Haushalte sein. Eingerichtet war eine Klima- und Energiehotline in Zusammenarbeit mit der Verbraucherzentrale Hamburg. Fragen zum Thema Klima und Energie wurden durch Energieberater und Klimaexperten beantwortet.
Seit März 2010 firmierte die Agentur unter dem Namen Hamea. In der Legislaturperiode 2011 (Senat Olaf Scholz, ohne CDU und GAL) besteht sie in der damaligen Form nicht mehr.